# Attaque-Quadrille
Die Attaque-Quadrille ist eine Quadrille von Johann Strauss (Sohn) (op. 76). Sie  wurde wahrscheinlich im Fasching des Jahres 1850 in Wien erstmals aufgeführt.

## Einzelnachweis
1. ↑  Quelle: Englische Version des Booklets (Seite 82) in der 52 CDs umfassenden Gesamtausgabe der Orchesterwerke von Johann Strauß (Sohn), Hrsg. Naxos (Label). Das Werk ist als sechster Titel auf der 30. CD zu hören.